# 天主教柏德學校
天主教柏德學校（英語：Bishop Paschang Catholic School）是一所位於香港觀塘區的男女子天主教小學，前身為創於1969年、位於牛頭角下邨的柏德學校（英語：Bishop Paschang Memorial School），於2002-2008年間遷入現址，改為現名，並於2023年起由天主教香港教區接辦。

## 歷史
此校於1969年由瑪利諾會士陸伯仁神父（Fr. John M Mcloughlin MM）協助創立，並以該會已故會士柏增主教（Bishop Adolph John Paschang）冠名。其時，校舍設於剛落成不久的牛頭角下邨內。
由於牛頭角下邨被列入整體重建計劃，原擬於2004年全部拆卸重建，此校因而於1997年開始申請遷校。直到2000年，此校成功以「轉全日制」的名義，投得位於同區九龍灣的一所校舍，供上午校改以「天主教柏德學校」名義於2002年先行遷入；至於下午校則暫時留守舊址，並同樣轉為全日制。
至2008年，原下午校級別全數遷入此校，並出版39週年特刊以茲紀念。至此，天主教柏德學校完成歷時11年的「分拆再合併」遷校行動。
因瑪利諾外方傳教會無力繼續辦學，此校連同該會另外三間屬校，於2023年9月1日起交還予天主教香港教區直接營辦。

## 校舍

### 現時校舍
此校為一所後期型小學千禧校舍，佔地約6,600平方米，設有30間課室連各種特別室，並與毗鄰的佛教慈敬學校，以及仁濟醫院羅陳楚思中學共用停車場暨球場大樓。
三校均由中土工程-迅捷聯營承建，2000年11月動工，至2002年7月完工。

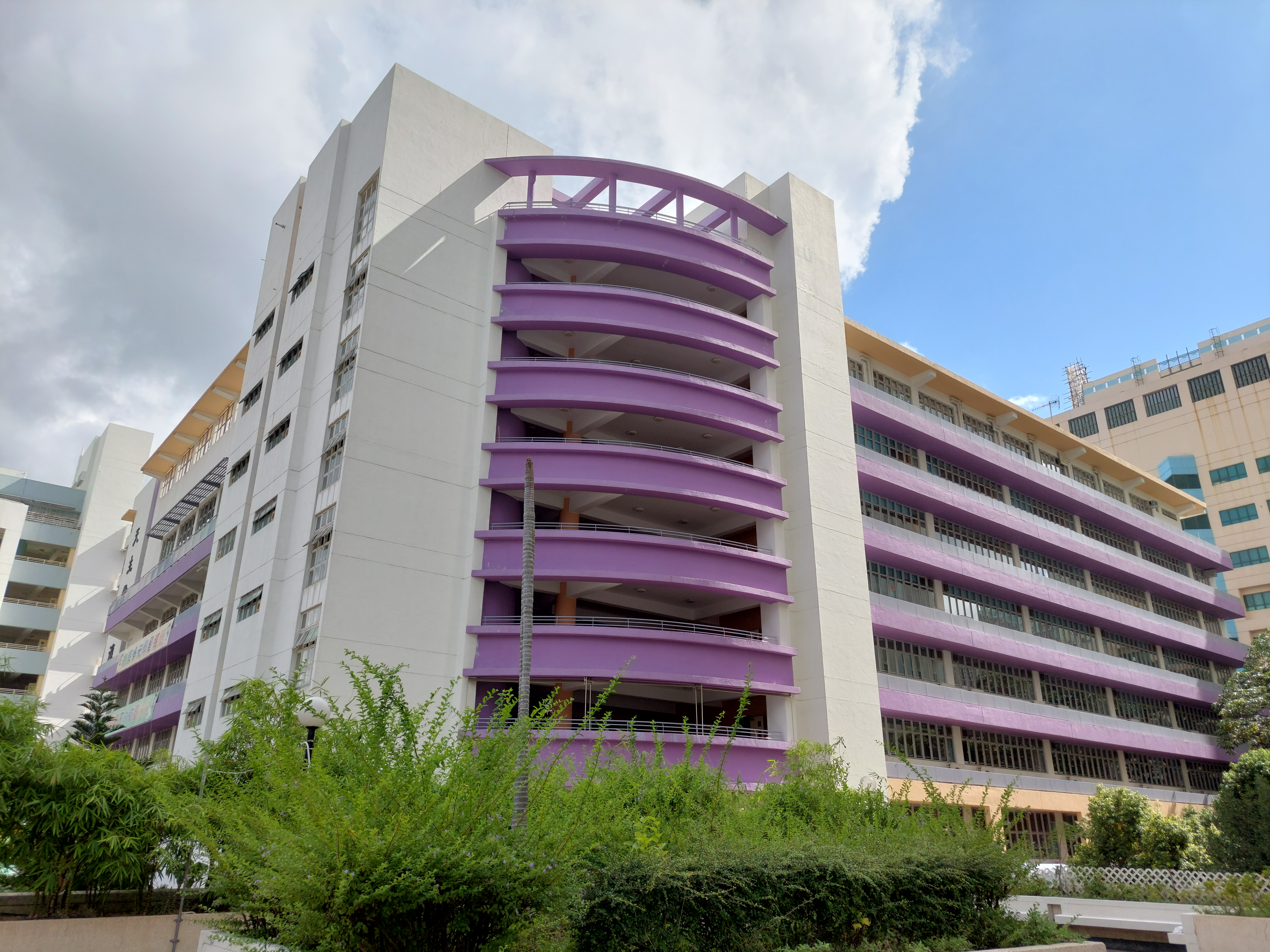
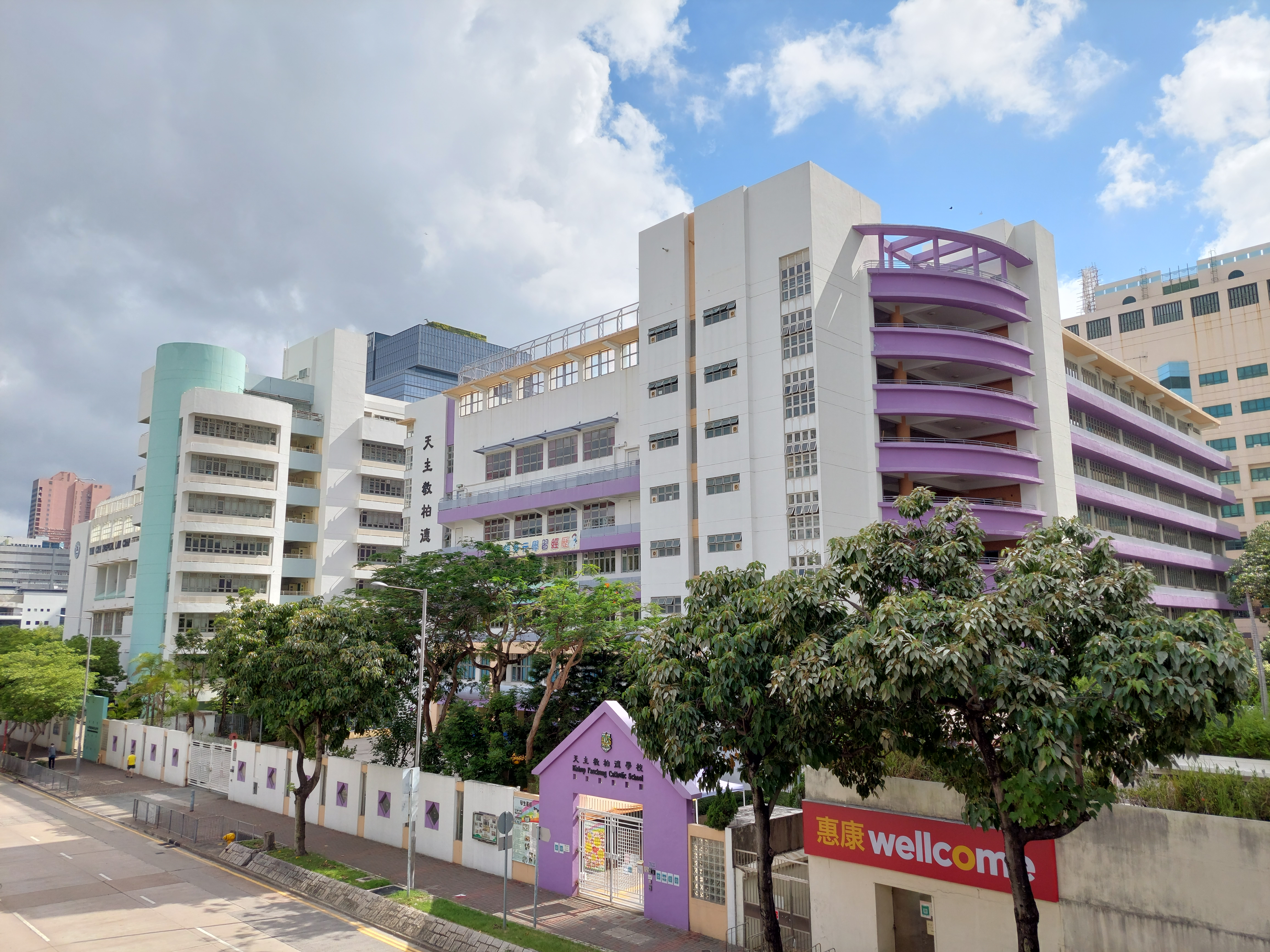

### 舊校舍
柏德學校原有校舍為一所「火柴盒」小學，不計地下共設5層，設有24間課室及少量特別室。校舍鄰近牛頭角下邨第9及10座。
隨著原下午校級別於2008年亦遷入現址，原來校舍隨即交還房屋署，翌年連同鄰近的住宅樓宇一同永久封閉，至2010年才拆卸。原址於2015年完成重建，現為同一屋邨的貴華樓。

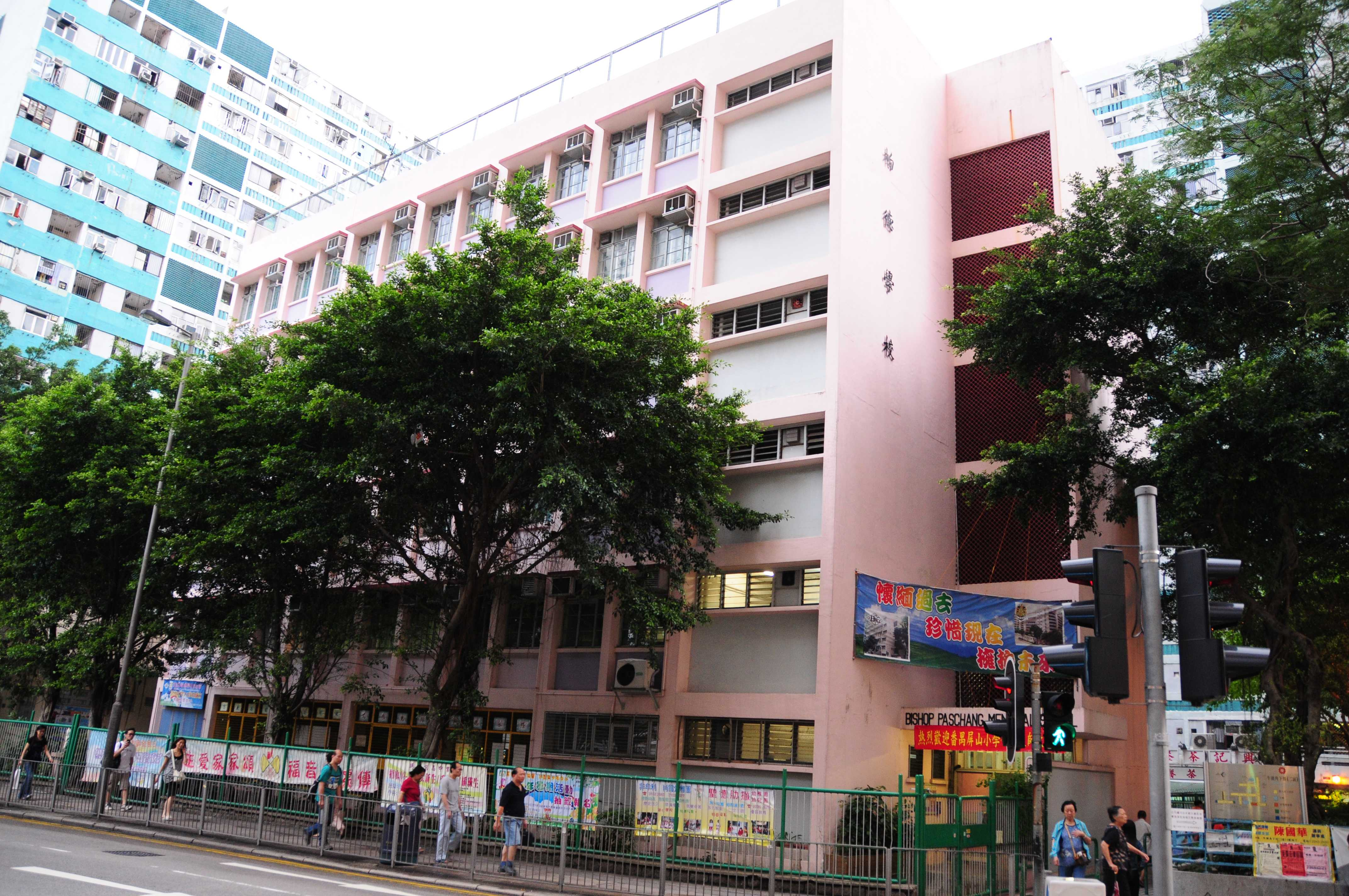
牛頭角下邨柏德學校舊校外貌，攝於2008年6月10日（現已清拆）
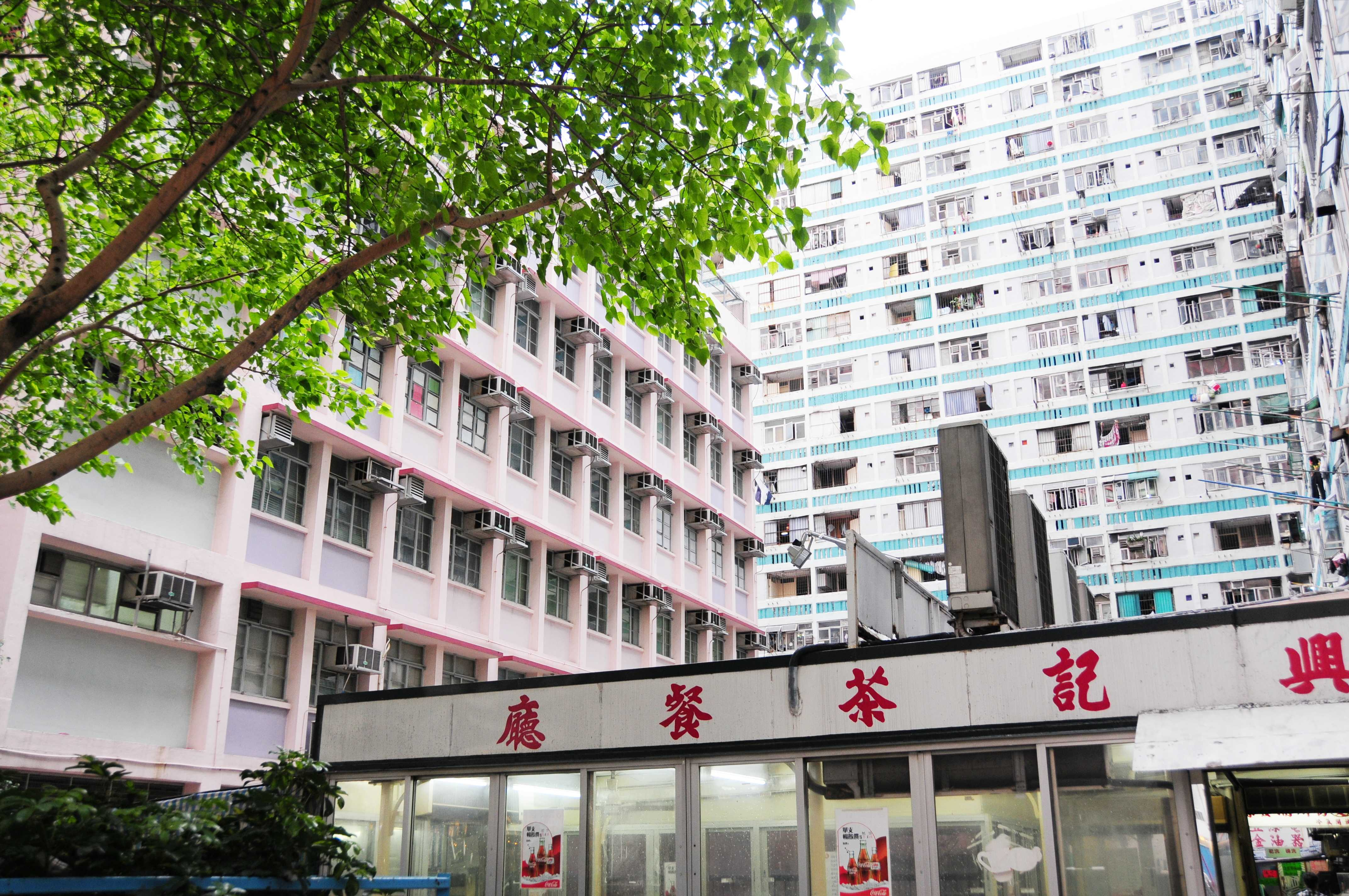
從牛頭角下邨興記茶餐廳看柏德舊校，攝於2008年6月10日（現已清拆）
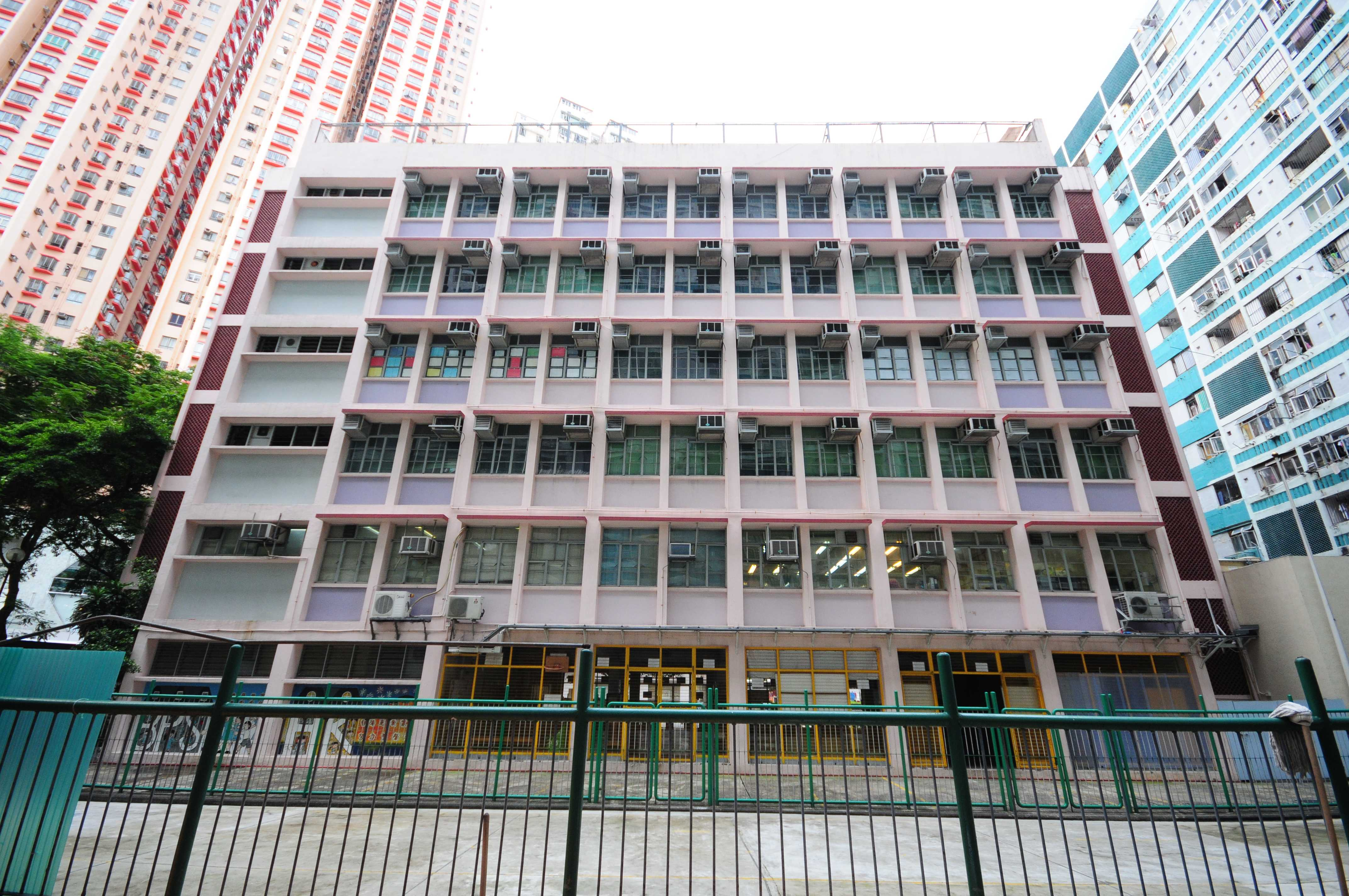
柏德舊校一瞥，攝於2008年7月15日（現已清拆）

## 歷任管治人員

### 校監
- 陸伯仁神父 Rev. Fr. John M. Mcloughlin, M.M.（1969 – 1980）[10]
- 賴存忠神父 Rev. Fr. Peter Alphonsus Reilly, M.M.（1980 – 1994）[11]
- 挽靈神父 Rev. Fr. Howard D. Trube, M.M.（1994 – 1995年6月15日，任內離世）[12]
- 譚建平神父 Rev. Fr. Thomas Anthony Peyton, M.M.（1995 – 2004，兼任同系瑪利諾中學校監）[13]
- 白禮賢神父 Rev. Fr. Anthony Vincent Brennan, M.M.（2004 – 2012）[13]
- 賴永春先生 Mr Martin Lai（2012 - 現在，曾兼任同系瑪利諾中學校長，為此校舊生）

### 校長
牛頭角柏德學校上午校歷任校長
- 陳文蔚先生（1969 – 1984）
- 楊婉雯女士（1984 – 1992）
- 梁國雄先生（1992 – 2001）
- 李炳興先生（2001 – 2002，遷入現址後留任）

牛頭角柏德學校下午校歷任校長
- 劉能松先生（1969 – 1976）
- 李大中先生（1976 – 1991）
- 梁國雄先生（1991 – 1992）
- 辛兩錫先生（1992 – 1996）
- 李炳興先生（1996 – 2001）
- 區永祥先生（2001 – 2002，原址轉全日制後留任）

牛頭角柏德學校全日制歷任校長
- 區永祥先生（2002 – 2006）
- 區淑銦女士（2006 – 2008，其後併入九龍灣校舍）

九龍灣天主教柏德學校歷任校長
- 李炳興先生（2002 – 2006）
- 區永祥先生（2006 – 2009）
- 陳美卿女士（2009 – 2021）[14]（2021年9月在任期間病歿）
- 韓翠雲女士（2021，署任校長）
- 唐國敏女士（2021 – 現在）

## 軼事
- 因為同是由瑪利諾神父會所創辦，故柏德學校於1969年創校時，較為資深的教職員多由當時校務已上軌道的華德學校轉調。柏德上午校的第二任校長楊婉雯女士的丈夫陳繼賢先生亦任職校長，退休前也是服務於瑪利諾神父會屬下的華德學校。陳繼賢先生曾於1998年出任另一所瑪利諾會創辦之牛頭角天主教小學校監[15]。2009年柏德招聘新校長時，陳繼賢先生亦是遴選委員之一。陳先生伉儷與瑪利諾會及柏德可謂淵源深厚。
- 也因為同是瑪利諾會創辦的關係，牛頭角龍山上的庇護十二學校於1980年連同復華村被清拆後，部份老師轉到柏德繼續教學。王聲杰老師是1970年從庇護十二學校轉到柏德任教的一員。

## 著名/傑出校友
- 何嘉麗：前香港劍擊代表隊成員
- 潘文迪：前香港足球代表隊成員
- 潘文俊：潘文迪胞弟﹐亦為前香港足球代表隊成員
- 潘沛軒：潘文俊兒子，香港足球代表隊成員
- 胡杏兒（1991年下午校）：香港女藝人
- 李慧詩：前香港單車代表隊成員[16]
- 李根興（1987年畢業）：盛滙商機有限公司（原名：香港商機）創辦人及行政總裁
- 許畯森（1992年畢業）：國森集團創辦人兼董事[17]
- 李偉儀：香港政治人物
- 林植廷（1979年上午校）：副個人資料私隱專員
- 馮瑞良（1976年下午校）：香港理工大學電子計算學系金融科技及人工智能理學士學位課程副總監[18]
- 楊貝珊（上午校）：前香港中文大學賽馬會公共衞生及基層醫療學院助理教授[18]
- 林樑旭（1988年上午校）：香港科技大學化學及生物工程學系講師[18]
- 賴永春（1974年下午校）：此校現任校監暨同系瑪利諾中學榮休校長

## 舊圖片集

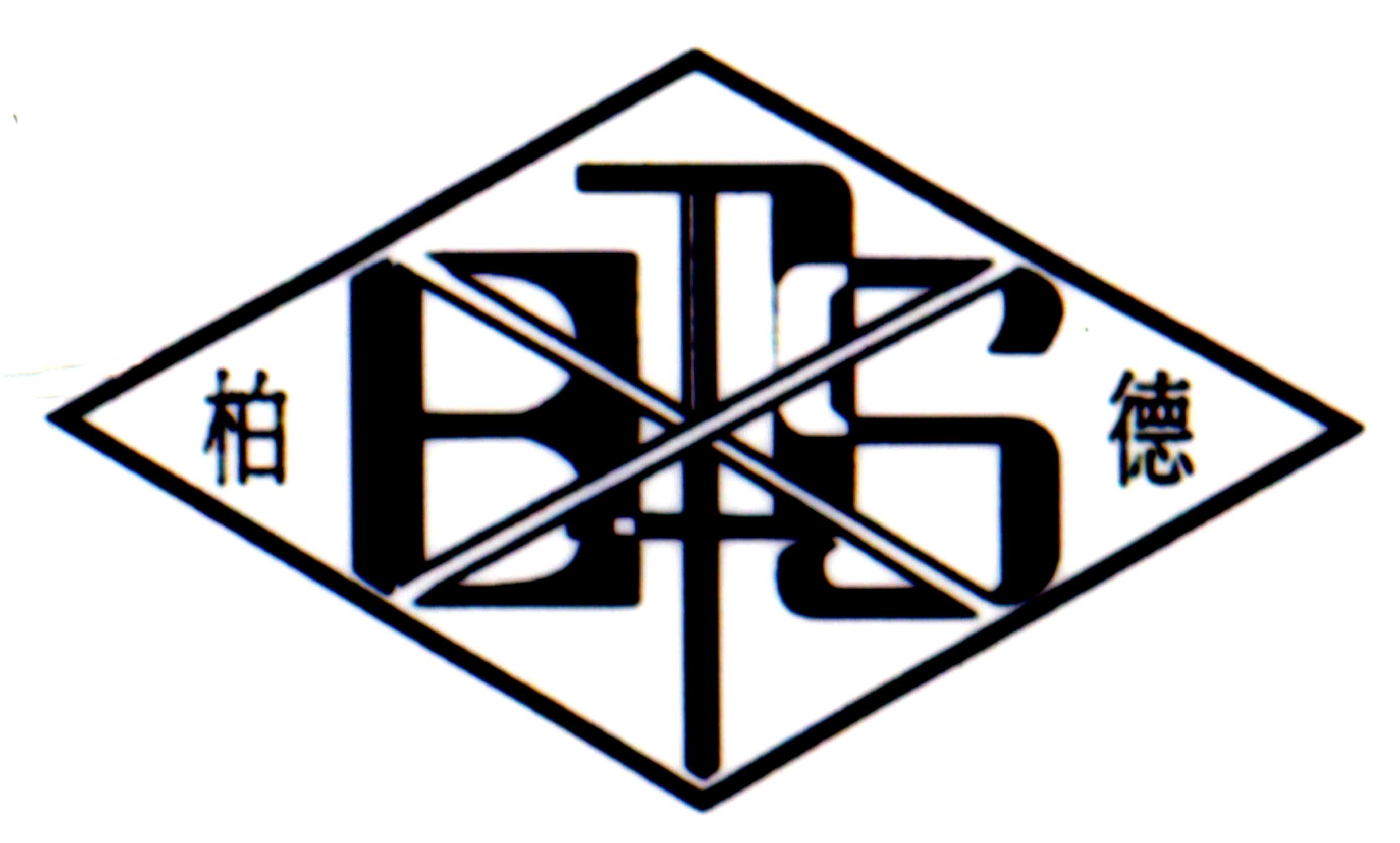
柏德學校舊校校徽
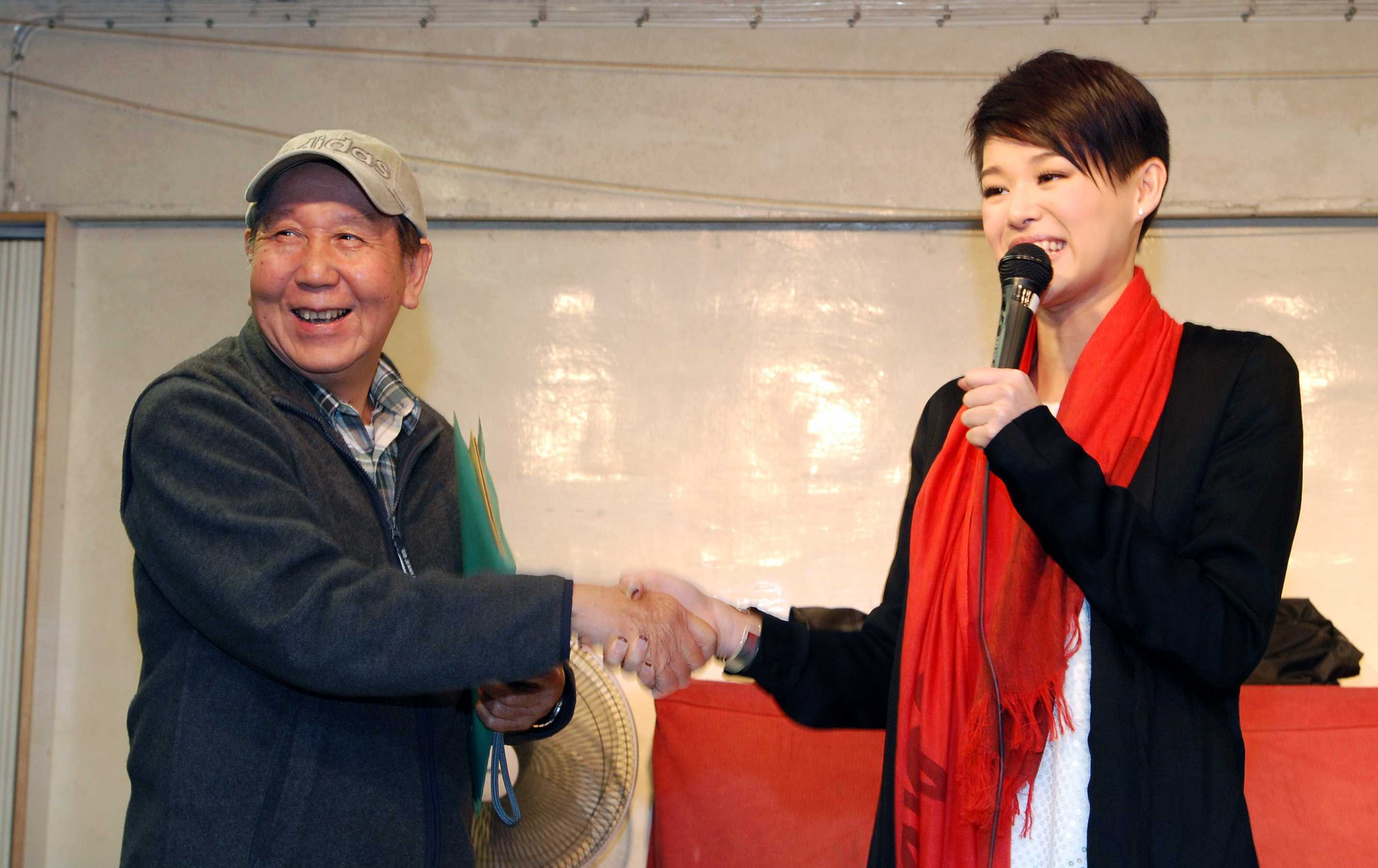
胡杏兒校友和她的六年級班主任潘煒機老師合照
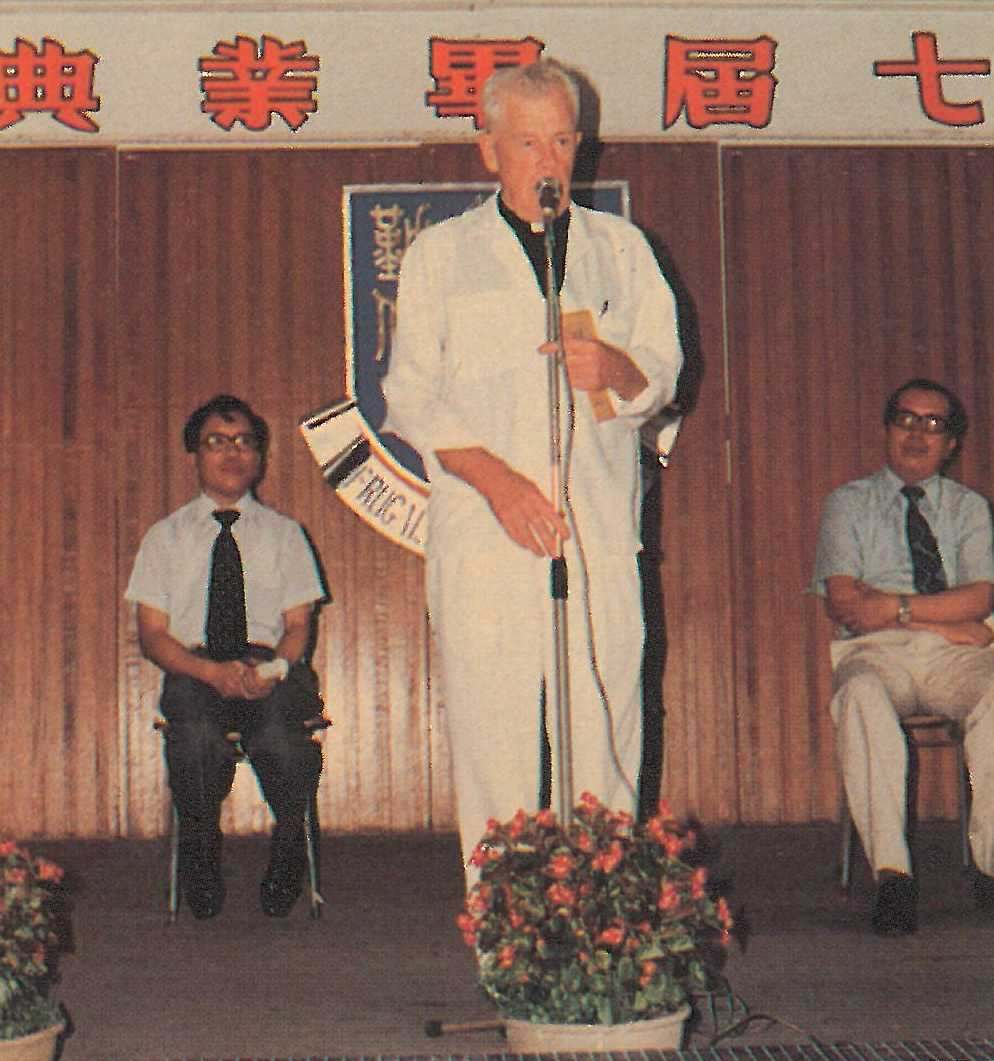
首任校監陸伯仁神父（The late Fr. John McLoughlin）

## 註解
1. ↑  2021/22學年數字[2]
2. ↑  2021/22學年數字[3]
3. ↑  另外三間分別為瑪利諾中學，及瑪利諾神父教會學校中、小學部。

## 外部連結
- 天主教柏德學校網頁（页面存档备份，存于）
- 牛頭角柏德學校及九龍灣天主教柏德學校歷任校監[]
- 牛頭角柏德學校及九龍灣天主教柏德學校歷任校長[]
- 柏德學校創校全體教師合照[]
- 柏德學校1994年25週年校慶全體教師合照[]
- 柏德學校下午校創校校長劉能松先生於2009年40週年校慶時贈柏德對聯[]
- 天主教柏德學校2009年40週年校慶時全體校董及教職員合照[]
- 柏德校歌[]
- 方禮汶老師於1975年所寫的「惜別」[]
- Jumgoo sunsite.cn